# Morning Star-ceremonien
Morning Star-ceremonien (Morgenstjerne-ceremonien) var de byboende skidi-pawneers ofring af en pige fra en fjendtlig indianerstamme til morgenstjernen. Ofringen var mytologisk begrundet, og den skulle både sikre agerbrugerne i skidi divisionen en rig høst og krigerne held på et togt.:13 
Før ceremonien kom til udførelse måtte en skidi have set Morning Star i en drøm, og ceremonien blev derfor hverken udført årligt eller regelmæssigt.:14  Uden forklaring siges det påtænkte offer engang at have været en spansk dreng, som det lykkedes pelsopkøberen Manuel Lisa at få frigivet i 1818.:159  Den sidste ægte ceremoni fandt sandsynligvis sted i 1838.:161  Skidierne gennemførte senere en form for Morning Star-ceremoni uden nogen menneskeofring, bl.a. den 17. april 1920 i en tipi i pawnee reservatet i Oklahoma.:22 
Den fire dage lange ceremoni:120  skabte intern konflikt mellem skidierne og stammens south bands, der ikke havde en tilsvarende ceremoni.:13  Høvdingesønnen Petalesharro fra chawi gruppen fik heltestatus blandt de hvide, da han angiveligt havde befriet den tilfangetagne pige i 1816 og ført hende tilbage til en lejr comancher.:159  Amerikanerne forsøgte at stoppe ceremonien op gennem 1820erne.:  Skidiernes menneskeofringer gav næring til de fjendtlige stammers antipati eller had mod både dem og andre pawnees.:81 
Der er flere bemærkelsesværdige ligheder mellem denne ceremoni og menneskeofringer udført af aztekerne i Mexico.:181  Nord for Mexico praktiserede ikke mange andre indianere end skidierne i Nebraska menneskeofringer.:17 
Skidiernes Morning Star er rimeligvis planeten Venus, skønt Mars og Jupiter også er blevet foreslået.:155 

## Baggrunden
Universets skaber, Tirawahut, satte allerførst den maskuline Morning Star på østhimlen som en budbringer til skidierne.:38  Stjernen var en kriger og rangerede over alle øvrige stjerner. Tirawahut frembragte dernæst den feminine Evening Star, som var imod at skabe Jorden og sætte folk på den.:39  Morning Star måtte udkæmpe flere kampe mod Evening Star og hendes allierede stjerner, før han kunne tage hende med magt, så en datter blev født. Jorden blev dannet som pigens hjem, hvor hun siden fik børn med en søn skabt af Solen og Månen. Menneskene voksede i antal, og Morning Star forlagte et offer til gengæld for prøvelserne, han havde udstået og overvundet for at gøre Evening Star med barn.:31 
Morning Star-ceremonien var en slags genskabelse af det kosmiske drama, hvor offeret symboliserede Evening Star, der til slut måtte underkaste sig Morning Stars vilje.:17 

## Morning Star bundtet
Oprindeligt var genstandene til brug under Morning Star-ceremonien samlet i ét bundt. På et tidspunkt blev indholdet delt i to. Som alle pawnee bundter indeholdt hvert bundt to hellige majskolber. En pibe, fugleskind, læderreb til at binde offerets håndled, et bælte af odderskind med 65 skalpe:114  samt bl.a. en af cheyennernes hellige pile erobret i 1830 lå i det ene bundt. I det andet lå bl.a. en flintekniv til brug i forbindelse med ofringen, en krigskølle samt sorte mokkasiner og andet særligt tøj til offeret.:115 

## Morning Star ceremonien

### Morning Star krævede en ceremoni
Når Morning Star havde vist sig for en mand i drømme iført sine leggings med skalpe og ørnefjer på og med en krigskølle i hånden, vandrede den udvalgte mand hulkende omkring i Village Across A Hill, når han vågnede. Morning Star bundtet hang i Morning Star præstens jordhytte i byen. Inde i præstens hytte græd begge mænd over at være tvunget til at gennemføre en så gemen ceremoni på Morning Stars befaling.:115 

### Ud for at fange en pige
Instrueret af præsten forlod den udvalgte mand nogle dage senere byen for at fange offeret. Han bar en pibe og andre hellige genstande fra Morning Star bundtet, og han var fulgt af fire spejdere samt mange erfarne krigere.:116  Tæt på en fjendtlig lejr dansede de om et kæmpebål. Manden iførte sig de hellige genstande fra bundtet, og krigerne sneg sig ned til lejren for at skabe kaos i den.:117  Offeret måtte være en pige uden seksuel erfaring, og hun skulle helst gribes, uden at krigerne dræbte nogen i lejren. Når en ung pige var fanget, trak krigerne sig hurtigt tilbage. Pigen blev straks erklæret for hellig, da hun siden skulle ofres til Morning Star, og mændene red hjemad næsten uden hvil.:118 

### Tilbage i Village Across A Hill
På afstand gav gruppen tegn til byen om, at opgaven var fuldført. Præsten mødte dem og førte pigen ind i byen, hvor kvinderne dansede sejrsdanse. Genstandene lånt fra Morning Star bundtet kom tilbage i det. Ejeren af Wolf bundtet i byen Wolves Standing In Water, kaldt Wolf Man, fik ansvaret for at passe på pigen og tage sig godt af hende, indtil Morning Star viste sig på østhimlen. Pigen kunne tilbringe måneder i hans jordhytte, før sidste del af ceremonien kom til udførelse. Imens bar hun bl.a. en skindkjole fra bundtet, og hun skulle spise af en træskål med en ske af bisonhorn fra det.:118 

### Morning Star på østhimlen
Morning Star præsten studerede dagligt østhimlen før daggry, til Morning Star viste sig. Manden udvalgt af Morning Star ryddede sin jordhytte for alt, så den kunne bruges til ceremonien. Morning Star bundtet fik plads over et alter ved hyttens vestvendte væg. Skidiernes fire ledende præster tog plads ved alteret sammen med Morning Star præsten. Den udvalgte mand malede sig med rød kropsmaling. Iført bundtets skalpebælte og med dets krigkølle i hånden gik han ud i byen og bad sin storfamilie om brænde, sivmåtter, proviant og andet til brug under ceremonien. Wolf Man og offeret tog plads i hytten og flere mænd kom også ind, inklusive den udvalgte mand.:119  Et ceremonielt anlagt bål med fire rafter af forskellige træsorter brændte i hytten.

### De første tre dage i jordhytten
Evening Star præsten indledte med to sange, hvorefter Morning Star præsten tog over. Han skulle synge 21 sange på bestemte tidspunkter, bl.a. når han malede offeret rødt oppe ved alteret. Der var afsat tid til pauser i det dagslange ritual, hvor de forsamlede spiste eller røg. Pigen spiste med, og hun fik lov til at gå lidt omkring udenfor under opsyn af Wolf Man.
Næste dag forløb på samme måde.:120 
Tredje dag stimlede almindelige mennesker sammen om jordhytten og gravede huller i væggene for at følge med i, hvad der skete indenfor. Den udvalgte mand dansede til nogle af sangene og foregav at røre pigen med en af de brændende rafter fra bålet.:120 

### Bygningen af offerstilladset
På tredjedagen blev stilladset til offeret bygget af fire udvalgte mænd et par kilometer øst for byen. Hver del af stilladset med fire trin bestod af træ fra en af fire træsorter. Ved at følge vejledningen fra en præst rejste mændene stilladset og bandt det sammen med reb af skindstrimler fra fire forskellige dyr.:120 

### Den sidste dag og natten op til ofringen
Fjerde dag dansede Morning Star præsten i jordhytten iført leggings med skalpe på. Om aftenen sang mændene bl.a. om de himmelske kræfter, der fra oven fulgte med i ceremonien i pawnee byen.:120  Pigen fik påført rød farve på højre side af kroppen og sort farve på den anden side. Hun fik en særlig fjerprydelse på hovedet tværs over issen, så fjerene stod som stråler ud fra hendes hoved. Præsterne sang sange, der gengav stammens myter om skabelsen af stjernerne, jorden og alt levende på den. Genstandene i Morning Star bundtet blev renset i en røgelse.:121 
Efter at pigen var helliggjort og iført sorte mokkasiner, fik hun reb om håndledene. En præst klatrede op på jordhyttens tag og opfordrede derfra alle mænd til at gribe en bue og pil, selv små drenge og babyer. Lige før daggry startede alle vandringen hen mod stilladset. Præsterne og den udvalgte mand var iført deres ceremonielle tøj og bar deres respektive rekvisitter. Yellow Star præsten gik med en hellig bue og pil fra skidiernes Skull bundt, mens andre bar flintekniven og krigskøllen fra Morning Star bundtet. Præsterne sang undervejs.:122  Morning Star ville snart vise sig på østhimlen.

### Ofringen
Fremme ved stilladset måtte Wolf Man, der hele tiden havde taget sig godt af pigen, overtale hende til frivilligt at stige op på det øverste trin med ansigtet vendt mod øst. De fire ledende præster stod skjult et sted i nærheden, men en af dem løb frem mod den fastbundne pige med en brændende gren. Han berørte hurtigt hendes armhuler og skridt med den. Han så efter, om hun havde mange frø og plantespirer i underkroppens åbninger og bekendtgjorde, at alle ville få en rig høst.:13  Præsten med buen og pilen kom frem og skød pigen i siden, så han ramte hjertet. Morning Star viste sig over horisonten.:123 
Præsten med flintekniven skar pigen over hjertet og malede sig i ansigtet med blod fra flængen. En mand bar tørret kød fra en helliggjort bison hen under stilladset, så bloddråberne ramte det.:123  Manden med krigskøllen rørte pigen over hjertet for at sætte hendes sjæl fri og blive en stjerne på himlen, der ville vogte over folket, hun havde været nødt til at ofre sit liv for.:12  Alle mandlige skidier gik frem og skød pigen i ryggen med en pil, til der ikke var plads til flere. Babyer og små drenge fik hjælp af en voksen.:16  Kvinderne lader til at have rørt eller slået pigen med deres hakker for at få frugtbare marker.:160 
Ceremoniens højdepunkt var forbi. Folk gik hjem mod byen for at danse deres glæde ud over udsigten til en god høst og held på jagtmarkerne. Fire mænd tog liget ned og lagde det på prærien nogle hundrede meter borte. De ledende mænd spiste og sang de sidste sange i den udvalgte mands jordhytte,:124  før den blev stukket i brand.:119 